# Masofu
Masofu è un ward dello Zambia, parte della Provincia Centrale e del Distretto di Mkushi.